# Habenaria nyikana
Habenaria nyikana är en orkidéart som beskrevs av Heinrich Gustav Reichenbach. Habenaria nyikana ingår i släktet Habenaria och familjen orkidéer.

## Underarter
Arten delas in i följande underarter:
- H. n. nyikana
- H. n. pubipetala